# François-Marie Velut
François-Marie Velut OCart (* 30. Dezember 1948 als Michael Velut) ist ein französischer Mönch und ehemaliger Generalminister des Kartäuserordens.

## Leben
Michael Velut stammt aus der Champagne und wurde im kleinen Seminar von Troyes unterrichtet. Er studierte an der Sorbonne und am katholischen Institut von Paris und promovierte mit einer Arbeit über „Der Begriff der Person im christologischen Streit des 4. und 5. Jahrhunderts“. 1970 trat er in die Communauté de Taizé ein. 1989 wurde er Novize in der Grande Chartreuse und nahm den Ordensnamen François-Marie an. 1996 legte er die feierliche Profess ab. Dort wurde er Vertreter des Priors des Mutterhauses. Am 4. Juni 2001 wurde er zum Nachfolger von Etienne Descamps und Prior der Kartause von Portes in Benonces in der ostfranzösischen Region Rhône-Alpes gewählt. 2012 wurde er zum Prior der Grande Chartreuse gewählt und von den anderen Prioren bestätigt. Er war damit Generalminister des Kartäuserordens und 73. Nachfolger des heiligen Bruno von Köln. Nach zwei Jahren entband Papst Franziskus ihn auf sein Bitte ihn aus gesundheitlichen Gründen von seinem Amt. Sein Nachfolger wurde Dysmas de Lassus. Von 21. November 2014 bis 31. August 2023 war er wieder Prior der Kartause von Portes.